# 崔占峰
崔占峰（1963年11月—）是一位中国大陸生物学家。现任牛津大学高等研究院（苏州）院长。

## 生平
1963年出生于河北省任丘市，2000年成为英国牛津大学历史上首位华人终身教授（Statue Professor），现任牛津大学生物医学工程研究所组织工程与生物处理工程中心主任，主要从事膜分离、生物加工和组织工程等研究。化学工程及生物医学工程专家。2013年当选皇家工程院院士。

## 外部來源
- 香港理工學高等研究院 (PAIR) 傑出講座系列: 工程學、生物學和醫學的交叉
- （英文） 牛津大學校網中的崔占峰頁面